# Чемпионат Панамерики и Океании по дзюдо 2023
Чемпионат Панамерики и Океании по дзюдо 2023 года прошёл 14 — 17 сентября в городе Калгари (Канада). В чемпионате участвовали также представители Австралии и Новой Зеландии.

## Медалисты

### Мужчины
| Категория               | Золото                        | Серебро                       | Бронза                                                                    |
| ----------------------- | ----------------------------- | ----------------------------- | ------------------------------------------------------------------------- |
| Суперлёгкая (до 60 кг)  | Матеус Такаки · Бразилия      | Джошуа Кац · Австралия        | Мишель Аугусто · Бразилия Хонатан Чарон · Куба                            |
| Полулёгкая (до 66 кг)   | Жюльен Фраскадор · Канада     | Орландо Поланко · Куба        | Хуан Эрнандес · Колумбия Уильям Лима · Бразилия                           |
| Лёгкая (до 73 кг)       | Даниел Карнин · Бразилия      | Артур Маргелидон · Канада     | Магдиель Эстрада · Куба Хильберто Кардосо ·                               |
| Полусредняя (до 81 кг)  | Франсуа Гутьер-Драпе · Канада | Гильерме Шмидт · Бразилия     | Адриан Гандия · Пуэрто-Рико Медиксон дель Орбе · Доминиканская Республика |
| Средняя (до 90 кг)      | Рафаэль Маседо · Бразилия     | Луи Крибьер-Ганьон · Канада   | Джон Джейн · США Мариано Кото · Аргентина                                 |
| Полутяжёлая (до 100 кг) | Шади Эль Нахас · Канада       | Леонардо Гонсалвес · Бразилия | Натаниэль · США Томас Брисеньо · Чили                                     |
| Тяжёлая (свыше 100 кг)  | Энди Гранда · Куба            | Рафаэл Силва · Бразилия       | Марк Дешен · Канада Фредди Фигероа · Эквадор                              |

### Женщины
| Категория              | Золото                         | Серебро                            | Бронза                                                     |
| ---------------------- | ------------------------------ | ---------------------------------- | ---------------------------------------------------------- |
| Суперлёгкая (до 48 кг) | Мэри ди Варгас · Чили          | Эдна Каррилло · Мексика            | Наташа Феррейра · Бразилия Мария Селия Лаборде · США       |
| Полулёгкая (до 52 кг)  | Ларисса Пимента · Бразилия     | Паулина Мартинес · Мексика         | Тинка Истон · Австралия Перейра, Джессика · Бразилия       |
| Лёгкая (до 57 кг)      | Криста Дегучи · Канада         | Рафаэла Силва · Бразилия           | Джессика Климкайт · Канада Бриса Гомес · Аргентина         |
| Полусредняя (до 63 кг) | Катарина Хэкер · Австралия     | Приска Авити · Мексика             | Мэйлин дель Торо · Куба Ханна Мартин · США                 |
| Средняя (до 70 кг)     | Эльвисмар Родригес · Венесуэла | Айоф Кофлан · Австралия            | Луана Карвалью · Бразилия Селинда Коросо · Эквадор         |
| Полутяжёлая (до 78 кг) | Майра Агиар · Бразилия         | Мойра де Виллиерс · Новая Зеландия | Мария Свон · Австралия Ванесса Чала · Эквадор              |
| Тяжёлая (свыше 78 кг)  | Беатрис Соза · Бразилия        | Идалис, Ортис · Куба               | Сидни Эндрюс · Новая Зеландия Брихитте Карабали · Колумбия |

### Соревнования смешанных команд
| Смешанная команда      | Золото   | Серебро | Бронза |
| ---------------------- | -------- | ------- | ------ |
| Суперлёгкая (до 48 кг) | Бразилия | Куба    | Канада |

## Общий медальный зачёт
*   Принимающая страна (Канада)
| Место           | Страна                   | Золото | Серебро | Бронза | Всего |
| --------------- | ------------------------ | ------ | ------- | ------ | ----- |
| 1               | Бразилия                 | 7      | 4       | 5      | 16    |
| 2               | Канада*                  | 4      | 2       | 3      | 9     |
| 3               | Куба                     | 1      | 3       | 3      | 7     |
| 4               | Австралия                | 1      | 2       | 2      | 5     |
| 5               | Чили                     | 1      | 0       | 1      | 2     |
| 6               | Венесуэла                | 1      | 0       | 0      | 1     |
| 7               | Мексика                  | 0      | 3       | 1      | 4     |
| 8               | Новая Зеландия           | 0      | 1       | 1      | 2     |
| 9               | США                      | 0      | 0       | 4      | 4     |
| 10              | Эквадор                  | 0      | 0       | 3      | 3     |
| 11              | Аргентина                | 0      | 0       | 2      | 2     |
| 11              | Колумбия                 | 0      | 0       | 2      | 2     |
| 13              | Доминиканская Республика | 0      | 0       | 1      | 1     |
| 13              | Пуэрто-Рико              | 0      | 0       | 1      | 1     |
| Всего стран: 14 | Всего стран: 14          | 15     | 15      | 29     | 59    |